# لافلش
لافلش (به فرانسوی: La Flèche) شهری در شرق ایالت پی دولالوار فرانسه است. از این شهر رود سارت می‌گذرد. لافلش شهری کم جمعیت و کوچک است.